# Bitwa pod Lomnicami
Bitwa pod Lomnicami – starcie zbrojne, które miało miejsce 9 listopada 1618 roku, we wstępnej fazie wojny trzydziestoletniej. W bitwie uczestniczyła katolicka armia Karola Bonawentury de Longueval, hrabiego de Bucquoy i protestanckie wojska  hr. Jindřicha Matyáša Thurna. 
23 maja 1618 roku protestancka szlachta czeska zdetronizowała króla Macieja, wyrzucając z okien zamku na Hradczanach wysłanników austriackiego władcy w akcie znanym w historii jako defenestracja praska. Natychmiast powstał dyrektoriat, a na czele armii stanął hrabia Thurn.
Katolicka armia maszerowała na Pragę, ale wojska protestanckie zablokowały ją na przeciąg kilku tygodni w pobliżu miejscowości Čáslav. Kłopoty z zaopatrzeniem i choroby zmusiły Buqouya do wycofania. Thurn podążał jego tropem i wydał mu bitwę na polach miejscowości Lomnice nad Lužnicí w południowych Czechach. Część armii katolickiej znalazła się na grobli pomiędzy dwoma stawami rybnymi i poniosła znaczne straty od ognia artyleryjskiego. 
Bucquoy stracił co najmniej 1500 ludzi i opuścił Czechy. Thurn nie zdecydował się na pościg i zaprzepaścił okazję ostatecznego zniszczenia sił przeciwnika.